# غوردون سيم
غوردون سيم (بالإنجليزية: Gordon Sim)‏ هو مخرج فني أمريكي، ولد في القرن العشرين في سانت توماس في كندا.

## وصلات خارجية
- غوردون سيم على موقع IMDb (الإنجليزية)
- غوردون سيم على موقع قاعدة بيانات الفيلم (الإنجليزية)